# Homel
Homel (Wit-Russisch: Гомель; Russisch: Гомель) is de op een na grootste stad van Wit-Rusland en tevens de hoofdstad van het gelijknamige oblast Homel. De stad heeft 481.197 inwoners (2004). De stad is ook bekend onder de Russische naam Gomel, die gebruikelijk was voor de Wit-Russische onafhankelijkheid.
Homel ligt in het zuidoosten van Wit-Rusland, aan de rechteroever van de rivier de Sozj, niet ver van de grens met Oekraïne en de net over de grens gelegen kerncentrale Tsjernobyl. De stad ligt 302 km ten zuidoosten van de hoofdstad Minsk, 534 km ten oosten van Brest, 171 km  ten zuiden van Mahiljow, 237 km ten westen van  Brjansk  (Rusland) en 111 km  ten noorden van Tsjernihiv (Oekraïne).

## Infrastructuur
Sinds 1968 kent de stad een uitgebreid net van trolleybussen. Ook zijn er stadsbuslijnen, die rijden met minibusjes. De stad ligt aan de belangrijke spoorlijn van Minsk naar Kiev in Oekraïne. Enkele kilometers ten noordoosten van het stadscentrum ligt de Luchthaven Homel. 

## Onderwijs en wetenschap
Homel beschikt over twee gerenommeerde instellingen voor wetenschappelijk, dan wel hoger onderwijs:
- een Medische Universiteit; de stad heeft ook een daarmee verbonden academisch ziekenhuis.
- de Pavel Soechoj Technische Universiteit, waar men naast de vakken voor een ingenieursopleiding ook o.a. economie en informatica kan studeren. De universiteit beschikt over woon- en recreatievoorzieningen voor haar studenten.

## Geschiedenis
Het is niet precies bekend wanneer Homel is gesticht. Het werd voor het eerst genoemd in kronieken uit de eerste helft van de twaalfde eeuw. Het officieel geaccepteerde jaartal dat de stad is gesticht is 1142.
In 1854 werd Homel samengevoegd met de aangrenzende stad Bielica, gelegen aan de overkant van de rivier de Sozh. In dezelfde eeuw bestond meer dan 50% van het totaal aantal inwoners uit Joodse inwoners. Aan de vooravond van de Tweede Wereldoorlog was dat een derde van de bevolking, zo'n 50.000 mensen. Gedurende de Holocaust werd vrijwel de gehele Joodse bevolking door de nazi's uitgeroeid.
Gedurende de Tweede Wereldoorlog werd Homel voor 80% verwoest. Na de oorlog werd de stad geheel herbouwd in de monumentale, door flatblokken gekenmerkte bouwstijl, die in de nadagen van het regime van Jozef Stalin overal in de Sovjet-Unie toegepast werd.
Homel was een van de zwaarst getroffen steden in Wit-Rusland na de ramp met de kerncentrale in Tsjernobyl op 26 april 1986.

## Sport
In 2004 werd te Homel het Homel Central Stadium geopend. Dit moderne voetbalstadion, waar het nationale elftal van Wit-Rusland incidenteel thuiswedstrijden speelt, beschikt over 14.307 zitplaatsen.

## Partnersteden
- České Budějovice (Tsjechië)

## Geboren
- Andrej Gromyko (1909-1989), minister van buitenlandse zaken van de USSR en voorzitter van het Presidium van de Opperste Sovjet van de USSR
- Sjarhej Sidorski (1954), politicus
- Jelena Roedkovskaja (1963), zwemster
- Iryna Jatsjanka (1965), discuswerpster
- Victor Mikhalevski (1972), Wit-Russisch-Israëlische schaker
- Rapper Serjoga (1976), eigenlijke naam Sergej Vasilewitsj Parchomenko (Russisch: Сергей Васильевич Пархоменко)
- Aleksej Koelbakov (1978), voetbalscheidsrechter
- Kanstantsin Siwtsow (1982), wielrenner
- Vladimir Veremejenko (1984), basketballer
- Aljaksandr Ivanow (1994), zanger

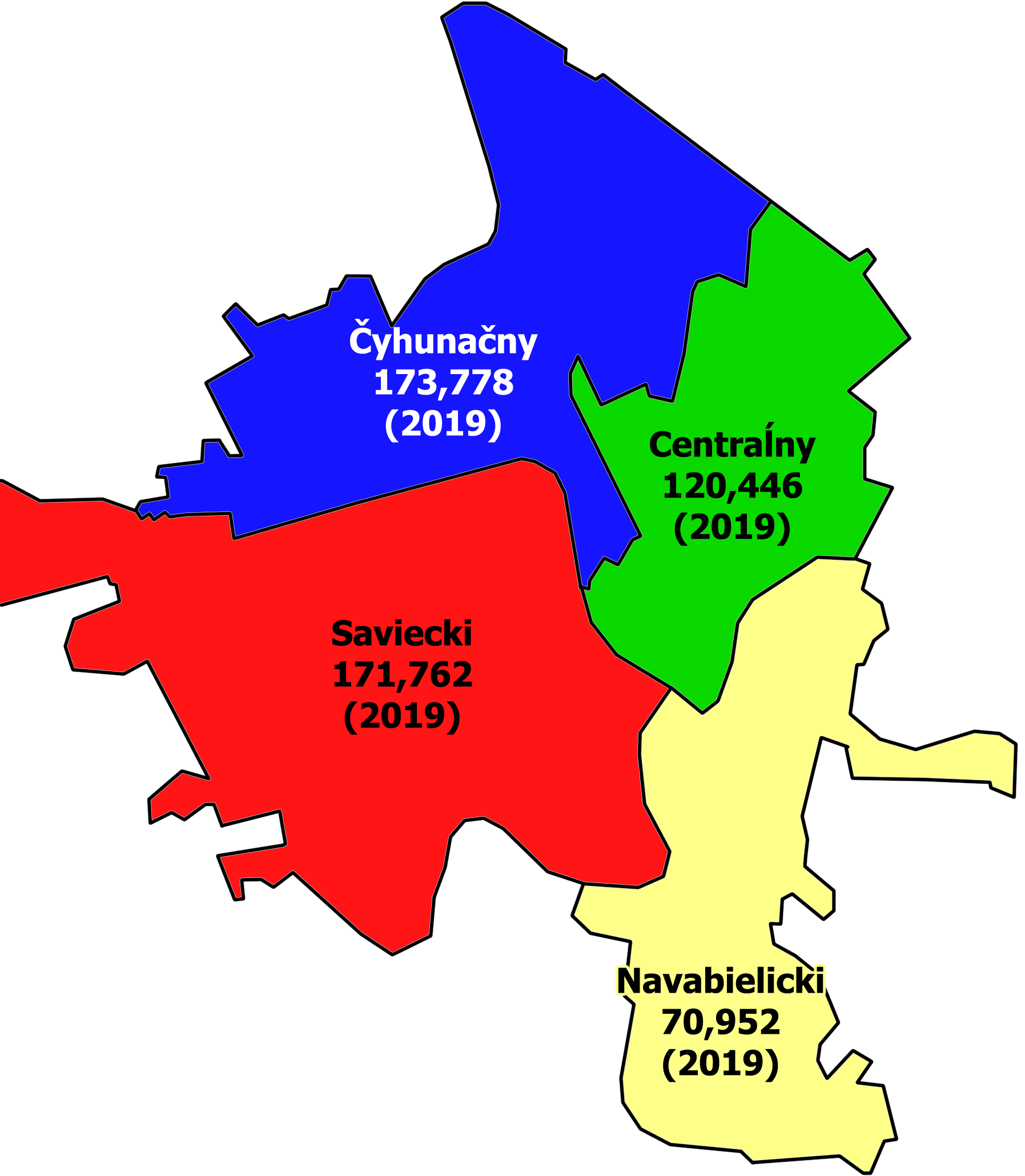
De vier stadsdistricten van Gomel
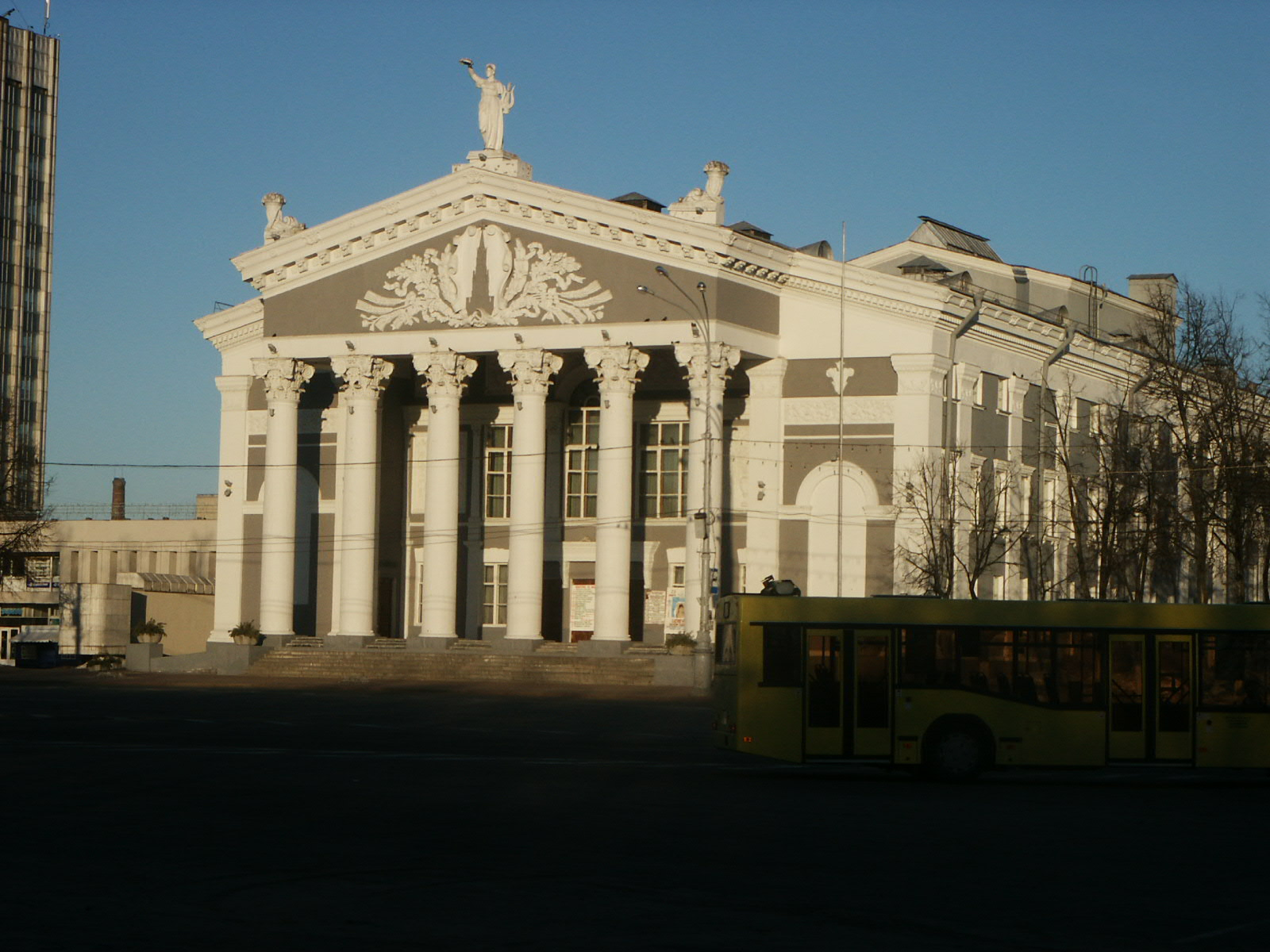
Het regionale theater in Homel
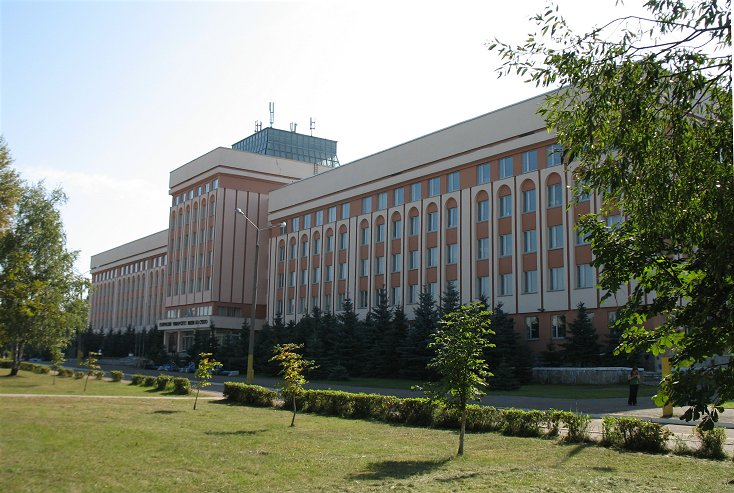
De Technische Universiteit
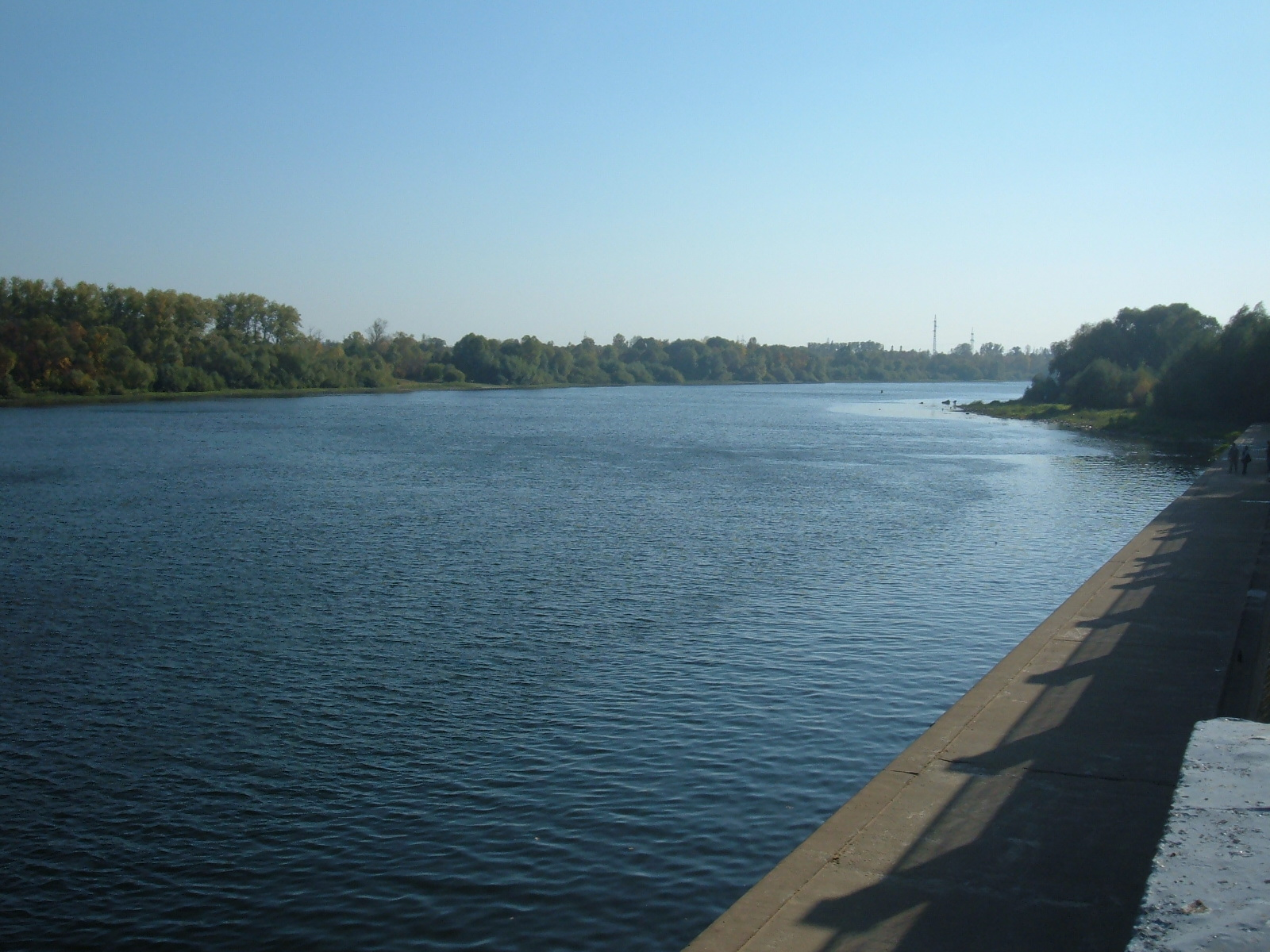
De rivier de Sozj in Homel